# Cycas bifida
Cycas bifida — вид голонасінних рослин класу саговникоподібні (Cycadopsida).
Етимологія: від латинського bi- «два» і -fidus «розділений», посилаючись на дихотомічно поділені листові асоціації.

## Опис
Найбільш відмітною рисою цього виду є дихотомічно поділені листові асоціації. Тим не менш, це також відбувається в кількох споріднених таксонів, і в садівничому формі Cycas revoluta, яка популярна в Японії.

## Поширення, екологія
Країни поширення: Китай (Гуансі, Юньнань); В'єтнам. Росте на висотах від 100 до 300 м над рівнем моря. Цей вид зустрічається в землях з низьким, низькорослим, але досить щільним змішаним вічнозеленим і листопадним лісом або бамбуковім лісі, часто на червоній землі і навколо крутих карстових вапнякових оголеннях, також на піщаних або суглинних ґрунтах понад сланців, гранітів і мета-пісковиків.

## Загрози та охорона
Цей вид було порушено руйнуванням місць існування в результаті лісового господарства та сільськогосподарської діяльності. Цей вид також різко зменшується в числі, в результаті надмірного збору для декоративних цілей. Популяції охороняються в англ. Longgang Nature Reserve в провінції Гуансі, Китай.